# Schönbörnchen
Schönbörnchen ist ein Stadtteil der Großen Kreisstadt Glauchau im Landkreis Zwickau in Sachsen. Der Ort wurde am 1. Oktober 1929 eingemeindet. Er gehört heute zum Glauchauer Ortsteil Gesau/Höckendorf/Schönbörnchen, welcher zusammen 2325 Einwohner hat. Schönbörnchen trägt den Gemeindeschlüssel 130.

## Geografie

### Geografische Lage und Verkehr

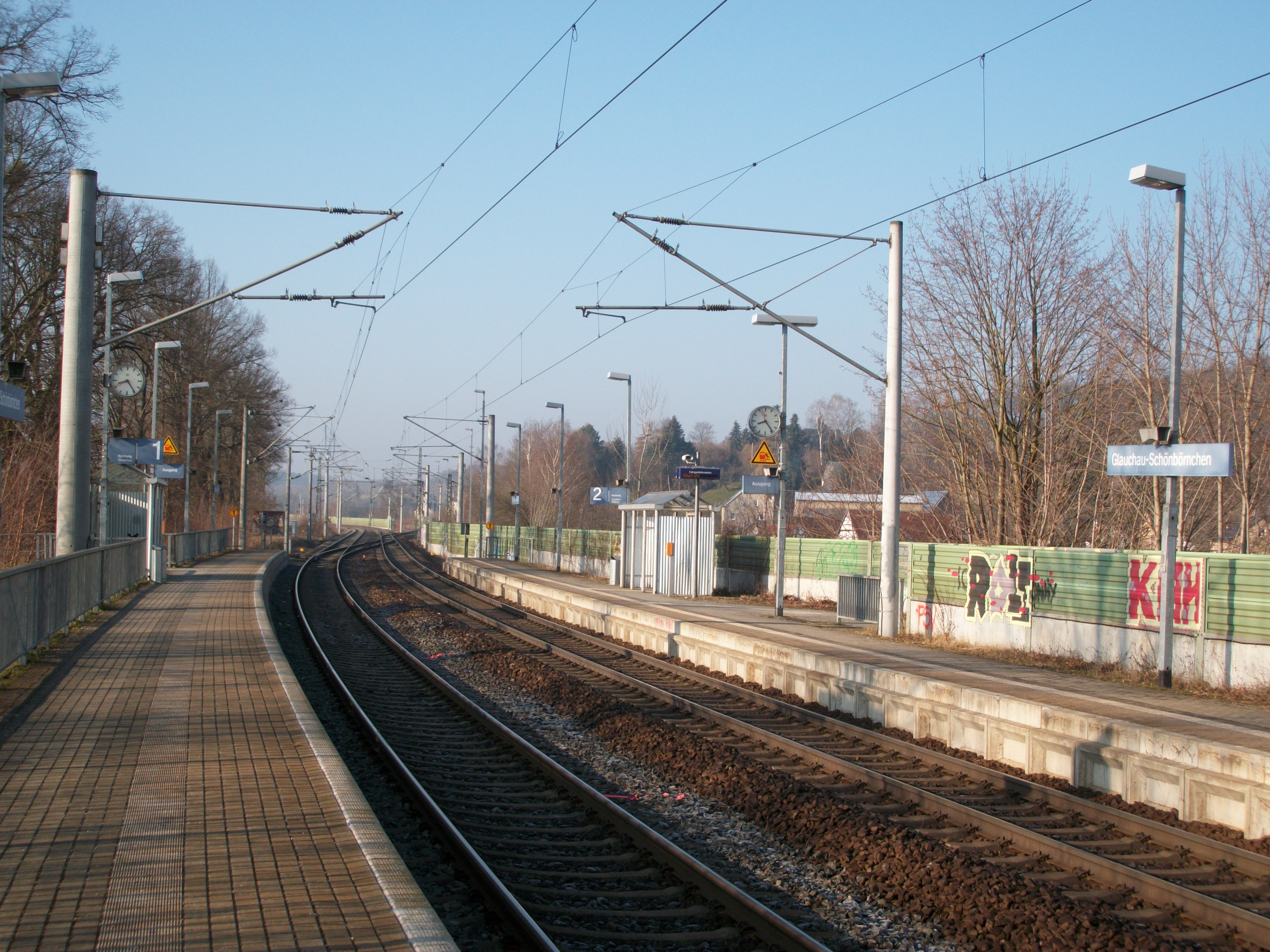
Haltepunkt Glauchau-Schönbörnchen (2016)

Schönbörnchen liegt im Westen der Stadt Glauchau westlich der Zwickauer Mulde. Durch den Ort führt die Bundesstraße 175. Im Haltepunkt Glauchau-Schönbörnchen zweigt die Bahnstrecke Glauchau-Schönbörnchen–Gößnitz von der Bahnstrecke Dresden–Werdau ab.

### Nachbarorte
|                | Höckendorf                                  | Gesau    |
| Dennheritz     | Kompassrose, die auf Nachbargemeinden zeigt | Glauchau |
| Oberschindmaas | Niederschindmaas                            |          |

## Geschichte

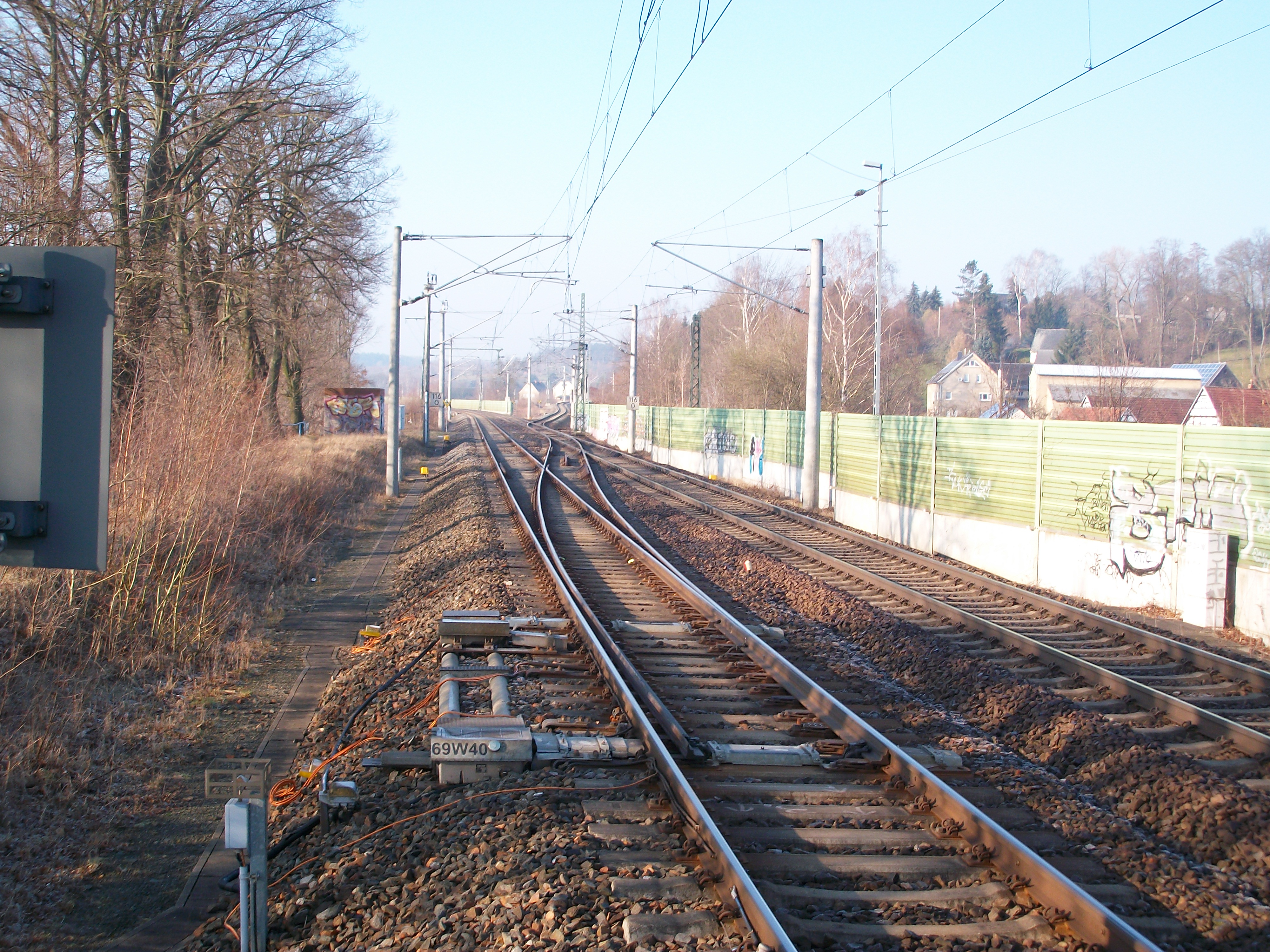
Bahnhof Glauchau-Schönbörnchen, Abzweig nach Meerane (2016)

Das Waldhufendorf Schönbörnchen wurde im Jahr 1438 als „Schonborn“ erwähnt. Bezüglich der Grundherrschaft gehörte der Ort bis ins 19. Jahrhundert als Amtsdorf zur Herrschaft Glauchau, Amt Hinterglauchau. Nachdem auf dem Gebiet der Rezessherrschaften Schönburg im Jahr 1878 eine Verwaltungsreform durchgeführt wurde, kam Schönbörnchen im Jahr 1880 zur neu gegründeten sächsischen Amtshauptmannschaft Glauchau. Kirchlich war Schönbörnchen ursprünglich nach Gesau gepfarrt, seit 1930 gehört der Ort zur Kirchgemeinde Dennheritz-Niederschindmaas. Am 15. November 1858 wurde der Abschnitt Zwickau–Chemnitz der Bahnstrecke Dresden–Werdau eröffnet. Gleichzeitig wurde auch die Bahnstrecke Glauchau-Schönbörnchen–Gößnitz als Verbindungsbahn zur Bahnstrecke Leipzig–Hof in Betrieb genommen. Zunächst bestand in Schönbörnchen lediglich eine Abzweigstelle, erst am 1. November 1885 wurde der Haltepunkt Schönbörnchen eingerichtet, welcher seit dem 4. Oktober 1931 den Namen Glauchau-Schönbörnchen trägt. 
Schönbörnchen wurde am 1. Oktober 1929 nach Glauchau eingemeindet. Durch die zweite Kreisreform in der DDR kam Schönbörnchen als Teil der Stadt Glauchau im Jahr 1952 zum Kreis Glauchau im Bezirk Chemnitz (1953 in Bezirk Karl-Marx-Stadt umbenannt), der im Jahr 1990 als sächsischer Landkreis Glauchau fortgeführt wurde und 1994 im Landkreis Chemnitzer Land bzw. 2008 im Landkreis Zwickau aufging. Schönbörnchen gehört heute zum Ortsteil Gesau/ Höckendorf/Schönbörnchen der Großen Kreisstadt Glauchau.   